# Escut de Querol
L'escut oficial de Querol té el següent blasonament:
Escut caironat: d'or, un castell de gules obert acostat de dos cérvols d'atzur. Per timbre una corona de baró.

## Història
Va ser aprovat el 6 d'abril de 1999.
El castell de Querol (segle x), present a l'escut, fou el centre d'una baronia des del segle xiii; va pertànyer als Cervelló, representats aquí per duplicat per les seves armes parlants: un cérvol d'atzur sobre camper d'or.